# 大西洋小公魚
大西洋小公魚（学名：Anchoviella perfasciata）為輻鰭魚綱鲱形目鳀科的其中一種，分布於中西大西洋區，從美國北卡羅來納州至加勒比海、委內瑞拉海域，棲息深度可達50公尺，本魚體側扁，吻約3/4眼徑，體側有一亮銀色條紋，體白色，頭頂有綠色及金色的色彩，臀鰭軟條10-18條，體長可達11公分，喜群游，棲息在沿海，以浮游生物為食，可作為食用魚或餌魚。

## 擴展閱讀
維基物種上的相關：大西洋小公魚